# Wereldkampioenschap korfbal 1999
De zesde editie van het wereldkampioenschap korfbal werd in 1999 gehouden in het Australische Adelaide. Twaalf teams deden mee . Het Nederlands korfbalteam prolongeerde de wereldtitel opnieuw ten koste van het Belgisch korfbalteam.

## Kwalificatie
Voor de eindronde waren direct gekwalificeerd het gastland Australië en de titelverdediger Nederland. Ook de nummers 2 t/m 6 van het afgelopen Europees kampioenschap, België, Portugal, Tsjechië, Groot-Brittannië en Duitsland. Het zevende team uit Europa was Polen dat de playoff met Catalonië won. Gekwalificeerd was ook de top 3 van het Aziatisch-Afrikaans kampioenschap, Chinees Taipei, Zuid-Afrika en India. Van Noord-, Midden- en Zuid-Amerika mocht ook een land meedoen, maar omdat vorige deelnemende landen Aruba en de Verenigde Staten geen interesse hadden, werd de organisator van de 6e Wereldspelen, Japan, uitgenodigd.
Later moest Tsjechië zich om financiële redenen terugtrekken en trad Catalonië als vervanger op. 

## Poulefase
Alle wedstrijden werden gespeeld in Adelaide.
De nummers een en twee uit elke groep en de twee beste nummers drie gaan door naar de kwartfinale.

### Poule A
| Land      | Win | Gel | Ver | DV  | DT  | +/- | Pnt |
| --------- | --- | --- | --- | --- | --- | --- | --- |
| Nederland | 3   | 0   | 0   | 102 | 31  | +71 | 9   |
| Duitsland | 2   | 0   | 1   | 70  | 49  | +21 | 6   |
| Catalonië | 1   | 0   | 2   | 57  | 55  | +2  | 3   |
| Japan     | 0   | 0   | 3   | 16  | 110 | -94 | 0   |

| Datum   | Land      | Score   | Land      |
| ------- | --------- | ------- | --------- |
| 10 juli | Catalonië | 31 - 3  | Japan     |
| 10 juli | Nederland | 32 - 9  | Duitsland |
| 11 juli | Catalonië | 12 - 24 | Duitsland |
| 11 juli | Nederland | 42 - 8  | Japan     |
| 12 juli | Duitsland | 37 - 5  | Japan     |
| 12 juli | Catalonië | 14 - 28 | Nederland |

### Poule B
| Land             | Win | Gel | Ver | DV | DT  | +/- | Pnt |
| ---------------- | --- | --- | --- | -- | --- | --- | --- |
| België           | 3   | 0   | 0   | 98 | 34  | +64 | 9   |
| Groot-Brittannië | 2   | 0   | 1   | 56 | 45  | +11 | 6   |
| Australië        | 1   | 0   | 2   | 52 | 55  | -3  | 3   |
| India            | 0   | 0   | 0   | 31 | 103 | -72 | 0   |

| Datum   | Land             | Score   | Land             |
| ------- | ---------------- | ------- | ---------------- |
| 10 juli | Groot-Brittannië | 31 - 8  | India            |
| 10 juli | Australië        | 13 - 28 | België           |
| 11 juli | België           | 23 - 6  | Groot-Brittannië |
| 11 juli | Australië        | 25 - 8  | India            |
| 12 juli | België           | 47 - 15 | India            |
| 12 juli | Australië        | 14 - 19 | Groot-Brittannië |

### Poule C
| Land           | Win | Gel | Ver | DV | DT | +/- | Pnt |
| -------------- | --- | --- | --- | -- | -- | --- | --- |
| Chinees Taipei | 3   | 0   | 0   | 59 | 44 | +15 | 9   |
| Portugal       | 2   | 0   | 1   | 57 | 44 | +13 | 6   |
| Polen          | 1   | 0   | 2   | 50 | 49 | +1  | 3   |
| Zuid-Afrika    | 0   | 0   | 0   | 37 | 66 | -29 | 0   |

| Datum   | Land           | Score   | Land        |
| ------- | -------------- | ------- | ----------- |
| 10 juli | Chinees Taipei | 19 - 17 | Portugal    |
| 10 juli | Zuid-Afrika    | 14 - 21 | Polen       |
| 11 juli | Polen          | 13 - 15 | Portugal    |
| 11 juli | Chinees Taipei | 20 - 11 | Zuid-Afrika |
| 12 juli | Zuid-Afrika    | 12 - 25 | Portugal    |
| 12 juli | Chinees Taipei | 20 - 16 | Polen       |

## Eindfase
| Datum   | Land           | Score   | Land             | Voor plek |
| ------- | -------------- | ------- | ---------------- | --------- |
| 14 juli | Catalonië      | 6 - 39  | België           | 1 t/m 8   |
| 14 juli | Nederland      | 31 - 11 | Australië        | 1 t/m 8   |
| 14 juli | Chinees Taipei | 20 - 21 | Duitsland        | 1 t/m 8   |
| 14 juli | Portugal       | 14 - 16 | Groot-Brittannië | 1 t/m 8   |
| 15 juli | Japan          | 8 - 30  | Polen            | 9 t/m 12  |
| 15 juli | India          | 13 - 21 | Zuid-Afrika      | 9 t/m 12  |

| Datum   | Land      | Score      | Land             | Voor plek |
| ------- | --------- | ---------- | ---------------- | --------- |
| 15 juli | Nederland | 35 - 5     | Groot-Brittannië | 1 t/m 4   |
| 15 juli | België    | 23 - 8     | Duitsland        | 1 t/m 4   |
| 16 juli | Australië | 18 - 19 gg | Portugal         | 5 t/m 8   |
| 16 juli | Catalonië | 15 - 25    | Chinees Taipei   | 5 t/m 8   |

| Datum   | Land             | Score   | Land      | Voor plek |
| ------- | ---------------- | ------- | --------- | --------- |
| 16 juli | Japan            | 13 - 33 | India     | 11 en 12  |
| 16 juli | Zuid-Afrika      | 14 - 17 | Polen     | 9 en 10   |
| 17 juli | Catalonië        | 14 - 22 | Australië | 7 en 8    |
| 17 juli | Chinees Taipei   | 19 - 20 | Portugal  | 5 en 6    |
| 17 juli | Groot-Brittannië | 24 - 22 | Duitsland | 3 en 4    |
| 17 juli | Nederland        | 23 - 11 | België    | 1 en 2    |

## Eindstand WK 1999
| Plaats op ranglijst | Team             |
| ------------------- | ---------------- |
| Goud                | Nederland        |
| Zilver              | België           |
| Brons               | Groot-Brittannië |
| 4                   | Duitsland        |
| 5                   | Portugal         |
| 6                   | Chinees Taipei   |
| 7                   | Australië        |
| 8                   | Catalonië        |
| 9                   | Polen            |
| 10                  | Zuid-Afrika      |
| 11                  | India            |
| 12                  | Japan            |

## Kampioen
| Kampioen van WK 1999      |
| ------------------------- |
| Nederland Vijfde WK titel |

1978 · 
1984 · 
1987 · 
1991 · 
1995 · 
1999 · 
2003 · 
2007 · 
2011 · 
2015 · 
2019 · 
2023 ·